# Saint-Bouize

Saint-Bouize este o comună în departamentul Cher, Franța. În 1 ianuarie 2022 avea o populație de 258 de locuitori.